# Ron Rautio
Ron William Rautio (* 9. Mai 1968 in Port Arthur; † 12. Januar 2005 in Thunder Bay) war ein kanadischer Skispringer.

## Werdegang
Rautio gab sein internationales Debüt bei der Nordischen Skiweltmeisterschaft 1985 in Seefeld in Tirol. Beim Einzelspringen auf der Normalschanze landete er nach Sprüngen auf 68 und 64 Metern den 65. und damit letzten Platz.
Bei der Vierschanzentournee 1986/87 gab er am 30. Dezember 1986 sein Debüt im Skisprung-Weltcup, konnte sich aber in keinem der Springen durchsetzen. Bestes Einzelergebnis war Rang 83 beim Auftaktspringen auf der Schattenbergschanze in Oberstdorf. In der Gesamtwertung erreichte Rautio Rang 94. Auch bei der folgenden Vierschanzentournee 1987/88 konnte er sich nur unwesentlich verbessern. Auf der Paul-Außerleitner-Schanze in Bischofshofen gelang ihm mit Platz 66 das beste Tournee-Einzel-Resultat seiner Karriere. In der Gesamtwertung stand er nach Ende der Tournee auf dem 84. Platz.
Bei den Olympischen Winterspielen 1988 in Calgary gehörte er zum erweiterten Kader, kam aber als Ersatzmann nicht zum Einsatz.
Rautio starb unerwartet im Alter von nur 36 Jahren in seinem Haus in Thunder Bay.

## Erfolge

### Vierschanzentournee-Platzierungen
| Saison  | Platz | Punkte |
| ------- | ----- | ------ |
| 1986/87 | 94.   | 208,3  |
| 1987/88 | 84.   | 252,1  |